# Onthobium kuscheli
Onthobium kuscheli là một loài bọ cánh cứng trong họ Bọ hung (Scarabaeidae).